# Austroharpa learorum
Austroharpa learorum is een slakkensoort uit de familie van de Harpidae. De wetenschappelijke naam van de soort is voor het eerst geldig gepubliceerd in 1998 door Hart & Limpus.